# Absolutnie doskonały
Absolutnie doskonały (jap. 絶対彼氏。 Zettai kareshi) – manga autorstwa Yū Watase, publikowana na łamach magazynu „Shōjo Comic” wydawnictwa Shōgakukan od marca 2003 do lutego 2005. Na jej podstawie powstała 11-odcinkowa TV drama, którą emitowano w stacji Fuji TV od 15 kwietnia do 24 czerwca 2008. Adaptacja tajwańska, składająca się z 13 odcinków, zatytułowana Jue Dui Darling (chiń. trad. 絕對達令), była emitowana od 8 kwietnia do 1 lipca 2012, natomiast 40-odcinkowa adaptacja południowokoreańska, znana pod tytułem Jeoldae Geui (kor. 절대 그이), od 15 maja do 11 lipca 2019.
W Polsce manga ukazała się nakładem wydawnictwa Studio JG.

## Fabuła
Riiko Izawa jest dziewczyną, która nie ma szczęścia w miłości. Pewnego dnia, kiedy zwraca zagubiony telefon dziwnie ubranemu sprzedawcy, wspomina, że chciałaby mieć chłopaka. W ramach podziękowań, mężczyzna wręcza jej wizytówkę swojej firmy, Kronos Heaven, która sprzedaje androidy odgrywające rolę chłopaków. Przygnębiona niedawnym odrzuceniem, Riiko zamawia jeden z modeli na 3-dniowy okres próbny. Zapomina jednak zwrócić go przed upływem terminu i jest zmuszona kupić go za 100 milionów jenów. Nie mogąc zapłacić tej sumy, sprzedawca oferuje jej układ, w którym dziewczyna będzie mogła zatrzymać „chłopaka”, jeśli pomoże firmie zbierać dane w celu udoskonalenia przyszłych modeli.

## Manga
Seria ukazywała się w magazynie „Shōjo Comic” od 25 marca 2003 do 25 lutego 2005. Jej rozdziały zostały zebrane 6 tankōbonach, wydanych między 25 października 2003 a 25 lutego 2005 nakładem wydawnictwa Shōgakukan.
W Polsce prawa do dystrybucji mangi nabyło Studio JG.
| Nr | Język japoński       | Język japoński         | Język polski     | Język polski           |
| Nr | Data wydania         | ISBN                   | Data wydania     | ISBN                   |
| -- | -------------------- | ---------------------- | ---------------- | ---------------------- |
| 1  | 25 października 2003 | ISBN 978-4-09-138461-4 | 6 maja 2022      | ISBN 978-83-8001-898-3 |
| 2  | 26 stycznia 2004     | ISBN 978-4-09-138462-1 | 19 lipca 2022    | ISBN 978-83-8001-938-6 |
| 3  | 26 kwietnia 2004     | ISBN 978-4-09-138463-8 | 17 grudnia 2022  | ISBN 978-83-8257-023-6 |
| 4  | 26 czerwca 2004      | ISBN 978-4-09-138464-5 | 17 lutego 2023   | ISBN 978-83-8257-084-7 |
| 5  | 26 października 2004 | ISBN 978-4-09-138465-2 | 28 kwietnia 2023 | ISBN 978-83-8257-113-4 |
| 6  | 25 lutego 2005       | ISBN 978-4-09-138466-9 | 15 maja 2023     | ISBN 978-83-8257-124-0 |